# Kay Bojesen
 For alternative betydninger, se Kay Bojesen (virksomhed).
Kay Bojesen (født 15. august 1886 i København, død 28. august 1958 på Gentofte Amtssygehus) var en dansk sølvsmed og designer, bror til Oscar og Aage Bojesen.

## Uddannelse
Bojesen var søn af forlagsboghandler Ernst Bojesen og hustru Valborg f. Rønsholdt, tog præliminæreksamen 1903 og var i købmandslære hos Chr. Richter i Store Heddinge, hvorfra han fik lærebrev 1906. Han blev så ansat i firmaet Alfred Olsen & Co., kom i lære hos sølvsmed under Georg Jensen og fik lærebrev 1910 og blev videreuddannet ved den kgl. fagskole i Schwab, Gmund-Württemberg, arbejdede derefter som svend i Paris og København.

## Karriere
Kay Bojesen var sølvsmedemester i København fra 1913. i porcelænsfabrikken A/S Bing & Grøndahls kunstneriske administration 1. maj 1930-1. november 1931, derefter i bestyrelsen og ledelsen af Den permanente Udstilling for dansk Kunsthåndværk og Kunstindustri (æresmedlem 1956). Han oprettede et nyt værksted for sølv- og træarbejde samt legetøj 1933 i København under firmanavnene Kay Bojesens Sølvsmedje og Kay Bojesens Modeller (blev kongelig hofleverandør 1952, hvilket firmaet stadig er) og var tillige kunstnerisk leder af Universal Steel Co., København fra 1946.

## Værker og stil
Hans tidligere arbejder var inspireret af skønvirke, senere anvendte han rene former med glatte blanke overflader. Kay Bojesen var blandt de første sølvsmede til at omfavne funktionalismen, og han værdsdsatte enkelhed og brugbarhed. Hans sølvbestik fra 1938 vandt i 1951 førsteprisen på Milanotriennalen i en rustfri stål-udgave, og fik i den forbindelse navnet "Grand Prix". I dag er Grand Prix-bestikket blevet relanceret i mat og poleret stål.
Kay Bojesen var især kendt for design og legetøj i træ, f.eks. hans livgarder fra 1942, aben fra 1951 og elefanten og papegøjen fra 1950'erne. Herudover designede han børnemøbler og gyngeheste. Mange af disse figurer er ikke længere i produktion og indhenter derfor høje priser på auktion.
Kay Bojesen stiftede i 1931, i samarbejde med bl.a. den danske mesterbogbinder August Sandgren, Den permanente Udstilling for Dansk Kunsthaandværk og Kunstindustri (Den Permanente).
I 1990 købte Rosendahl Design Group rettighederne til produktion, markedsføring og salg af Kay Bojesens livgardere og trædyr. Hans yngste barnebarn, Sus Bojesen Rosenqvist, producerer og forhandler Kay Bojesens sølv og stål.  
Kay Bojesen er begravet på Hørsholm Kirkegård.

## Udmærkelser
- 1951: Førstepræmie ved Triennale di Milano for servicet Gran Prix
- 1955: Kay Bojesen blev Ridder af Dannebrog